# Huntley Gordon
Huntley Ashworth Gordon (Montreal, 8 ottobre 1887 – Van Nuys, 7 dicembre 1956) è stato un attore canadese.
Partecipò alla prima guerra mondiale servendo nell'esercito del suo paese dalla fine del 1916 al 1918. Morto a Van Nuys, in California, il 7 dicembre 1956, fu sepolto al Forest Lawn Memorial Park.

## Filmografia
- Miss Warren's Brother, regia di Theodore Marston - cortometraggio (1916)
- The Destroyers, regia di Ralph W. Ince (1916)
- The Conflict, regia di Ralph W. Ince (1916)
- His Wife's Good Name, regia di Ralph Ince (1916)
- Getting By, regia di John S. Robertson (1916)
- Trouble for Four, regia di John S. Robertson - cortometraggio (1916)
- Justice a la Carte, regia di John S. Robertson - cortometraggio (1916)
- Men, regia di Perry N. Vekroff (1918)
- Le ballerine dei milioni (The Million Dollar Dollies), regia di Léonce Perret (1918)
- The Eleventh Commandment, regia di Ralph W. Ince (1918)
- Our Mrs. McChesney, regia di Ralph Ince (1918)
- The Beloved Impostor, regia di Joseph Gleason (1918)
- The Common Cause, regia di J. Stuart Blackton (1919)
- The Unknown Quantity, regia di Thomas R. Mills (1919)
- Too Many Crooks, regia di Ralph Ince (1919)
- Atonement, regia di William Humphrey (1919)
- The Glorious Lady, regia di George Irving (1919)
- The Invisible Bond, regia di Charles Maigne (1919)
- Il faro nella tempesta (Out Yonder), regia di Ralph Ince (1919)
- The Dark Mirror, regia di Charles Giblyn (1920)
- Out of the Snows, regia di Ralph Ince (1920)
- Red Foam, regia di Ralph Ince (1920)
- The Frisky Mrs. Johnson, regia di Edward Dillon (1920)
- Brother of the Bear, regia di Philip Carle (1921)
- Society Snobs, regia di Hobart Henley (1921)
- The Girl from Nowhere, regia di George Archainbaud (1921)
- My Lady o' the Pines
- Tropical Love, regia di Ralph Ince (1921)
- Enchantment, regia di Robert G. Vignola (1921)
- Chivalrous Charley, regia di Robert Ellis (1921)
- At the Stage Door, regia di Christy Cabanne (1921)
- La signorina divorziata (Why Announce Your Marriage?), regia di Alan Crosland
- Oltre l'arcobaleno (Beyond the Rainbow), regia di William Christy Cabanne (1922)
- Reckless Youth, regia di Ralph Ince (1922)
- His Wife's Husband
- What's Wrong with the Women?, regia di Roy William Neill (1922)
- When the Desert Calls, regia di Ray C. Smallwood (1922)
- Man Wanted, regia di John Francis Dillon (1922)
- What Fools Men Are, regia di George Terwilliger (1922)
- L'ottava moglie di Barbablù (Bluebeard's 8th Wife), regia di Sam Wood (1923)
- Senza peccato (The Social Code), regia di Oscar Apfel (1923)
- Nell'ombra di Parigi (Shadows of Paris), regia di Herbert Brenon (1924)
- Frontiera d'anime (The Great Divide), regia di Reginald Barker (1925)
- The Golden Web, regia di Walter Lang (1926)
- Sensation Seekers, regia di Lois Weber (1927)
- Red Haired Alibi, regia di Christy Cabanne (1932)
- Un dramma per televisione (Murder by Television), regia di Clifford Sanforth (1935)